# Трахеїди
Трахеї́ди — видовжені, мертві, порожні, зі здерев'янілими стінками клітини ксилеми довжиною в кілька міліметрів, шириною в десяті і соті частки міліметра, з нерівномірно потовщеними здерев'янілими оболонками, що несуть пори (часто облямовані), через які відбувається фільтрація розчинів з однієї трахеї в іншу.
Формуються трахеіди з прокамбіальних пучків верхівкової меристеми, а також з камбію, ростуть інтрузивно.
Трахеїди передають розчини не тільки в поздовжньому напрямку, а й в горизонтальному, в ті, що лежать поруч і паренхімні елементи. Тому бічні стінки у них водопроникні. У той же час вони мають різні потовщення, що має величезне біологічне значення, так як при відносно економному витрачанні органічної речовини такі водопровідні елементи виявляються стійкими до стиснення і розтягування і в той же час проникні.